# Xingtai
Xingtai (chiń. upr. 邢台; pinyin Xíngtái) – miasto o statusie prefektury miejskiej w Chinach, w prowincji Hebei. W 2010 roku liczba mieszkańców miasta wynosiła 748 789. Prefektura miejska w 1999 roku liczyła 6 511 775 mieszkańców.
Xingtai, którego początki sięgają co najmniej XVI wieku p.n.e., jest najstarszym miastem w północnych Chinach.

## Historia
Pierwsze osadnictwo na terenach Xingtai pojawiło się już w okresie dynastii Shang (1600–1046 p.n.e.); na kościach wróżebnych pochodzących z tej epoki pojawia się również nazwa Xing, od której pochodzi obecna nazwa miasta. 
Na początku panowania dynastii Zhou (1045–256 p.n.e.) miasto było stolicą feudalnego państwa Xing. Po przeniesieniu stolicy na wschód, miasto popadło w ruinę (ok. połowa VII w. p.n.e.), jednak wkrótce Xingtai stało się częścią państwa Jin, a następnie Zhao i zostało ostatecznie włączone do imperium Qin w 228 roku p.n.e. W czasie wojny domowej, która miała miejsce po obaleniu dynastii Qin (206 p.n.e.), król Changshan, mający swoją siedzibę w Xingtai, zwanym wówczas Xiangguo, był jednym z popleczników Xiang Yu – jednego z głównych pretendentów do objęcia tronu. Za rządów dynastii Han (206 p.n.e.–220 n.e.) obszar miasta został podzielony pomiędzy sąsiednie komanderie i królestwa. W 319 roku miasto stało się stolicą późniejszej dynastii Zhao, którą założył Shi Le (panował w latach 319–333), jednakże w 335 roku następca tronu Shi Hu przeniósł stolicę do Ye. Po podbiciu Chin przez dynastię Sui (581–618) obszarowi Xingtai nadano nazwę Xingzhou, która utrzymała się do 1119 roku, kiedy utworzono prefekturę Xinde. W okresie dynastii Ming (1368–1644) i Qing (1368–1644) prefekturę nazywano Shunde. Miejscowość nosi nazwę Xingtai nieprzerwanie od czasów dynastii Song (960–1279).
Pomiędzy 8 a 29 marca 1966 roku miasto nawiedziła seria trzęsień ziemi, z których największe miało siłę 7,2 w skali Richtera. Zginęło wówczas ponad 8 tys. osób.

## Podział administracyjny
Prefektura miejska Xingtai podzielona jest na:
- 2 dzielnice: Qiaodong, Qiaoxi,
- 2 miasta: Nangong, Shahe,
- 15 powiatów: Xingtai, Lincheng, Neiqiu, Baixiang, Longyao, Ren, Nanhe, Ningjin, Julu, Xinhe, Guangzong, Pingxiang, Wei, Qinghe, Linxi.